# 신진호 (야구인)
신진호(1991년 10월 20일 ~ )는 전 KBO 리그 NC 다이노스의 투수이자, 현재 천안상업고등학교의 야구부 코치이다.

## 선수 시절

### 미국 프로야구 시절

#### 캔자스시티 로열스시절
2010년에 입단하였다.

### 한국 프로야구 시절

#### NC 다이노스시절
2017년 2차 1순위 지명을 받아 입단하였다. 2017년 9월 15일 삼성전에서 선발 출장하며 데뷔 첫 경기를 치렀고, 경기에서 3타수 1안타를 기록했다. 2019년 시즌 중 투수로 전향했으나, 2020년 6월 25일에 방출됐다.

## 야구선수 은퇴 후
2021년부터 천안상업고등학교의 야구부 코치로 활동한다.

## 등번호
- '44' - (2017년)
- '42' - (2018년)
- '48' - (2019년 ~ 2020년)

## 출신 학교
- 화순초등학교
- 화순중학교
- 화순고등학교

## 통산 기록
| 연도 | 팀명  | 타율  | 경기 | 타수 | 득점 | 안타 | 2루타 | 3루타 | 홈런 | 루타 | 타점 | 도루 | 도실 | 볼넷 | 사구 | 삼진 | 병살 | 실책 |
| ---- | ----- | ----- | ---- | ---- | ---- | ---- | ----- | ----- | ---- | ---- | ---- | ---- | ---- | ---- | ---- | ---- | ---- | ---- |
| 2017 | NC    | 0.083 | 9    | 12   | 1    | 1    | 1     | 0     | 0    | 2    | 0    | 0    | 0    | 0    | 0    | 5    | 0    | 1    |
| 2018 | NC    | 0.182 | 20   | 22   | 1    | 4    | 0     | 0     | 0    | 4    | 1    | 0    | 0    | 3    | 0    | 10   | 1    | 2    |
| 통산 | 2시즌 | 0.147 | 29   | 34   | 2    | 5    | 1     | 0     | 0    | 6    | 1    | 0    | 0    | 3    | 0    | 15   | 1    | 3    |